# 萨哈马国家公园
萨哈马国家公园（西班牙語：Parque Nacional Sajama）是玻利维亚奥鲁罗省的一座国家公园，建立于1939年。位于玻利维亚与智利的边界线附近，连接智利的劳卡国家公园。
萨哈马国家公园最显著的特点是可以看到壮观是安第斯景观，这里的海拔在4,200米到6,542米之间。山峰呈圆锥形的萨哈马火山就在这里。2003年7月1日，它被列入联合国教科文组织世界遗产的预备名单，原因是由于其拥有普遍的文化和自然意义。